# Simrallar
Simrallar (Heliornithidae) är en liten familj med tropiskt förekommande fåglar nära släkt med rallarna i ordningen tran- och rallfåglar. De har simhudsförsedda flikar på fötterna som doppingar och sothöns. 

## Utbredning och taxonomi
Simrallarna är en del av ordningen tran- och rallfåglar. De står relativt nära rallarna i Rallidae, men allra närmast två släkten som tidigare betraktades som rallar men som nu urskilts som den egna familjen dunrallar, Sarorthruridae.
Familjen består av tre arter uppdelade på tre olika släkten.
- Afrikansk simrall (Podica senegalensis) – återfinns i tropiska Afrika och delas ofta upp i fyra underarter.
- Amerikansk simrall (Heliornis fulica) – återfinns i tropikerna i Central- och Sydamerika.
- Asiatisk simrall (Heliopais personatus) – har ett osammanhängande utbredningsområde som sträcker sig från östra Indien, genom Sydostasien till Wallacelinjen.

De är för det mesta stannfåglar men vissa gör regelbundna förflyttningar och de är kända för att snabbt kolonisera nya lämpliga biotoper.

## Utseende och läte

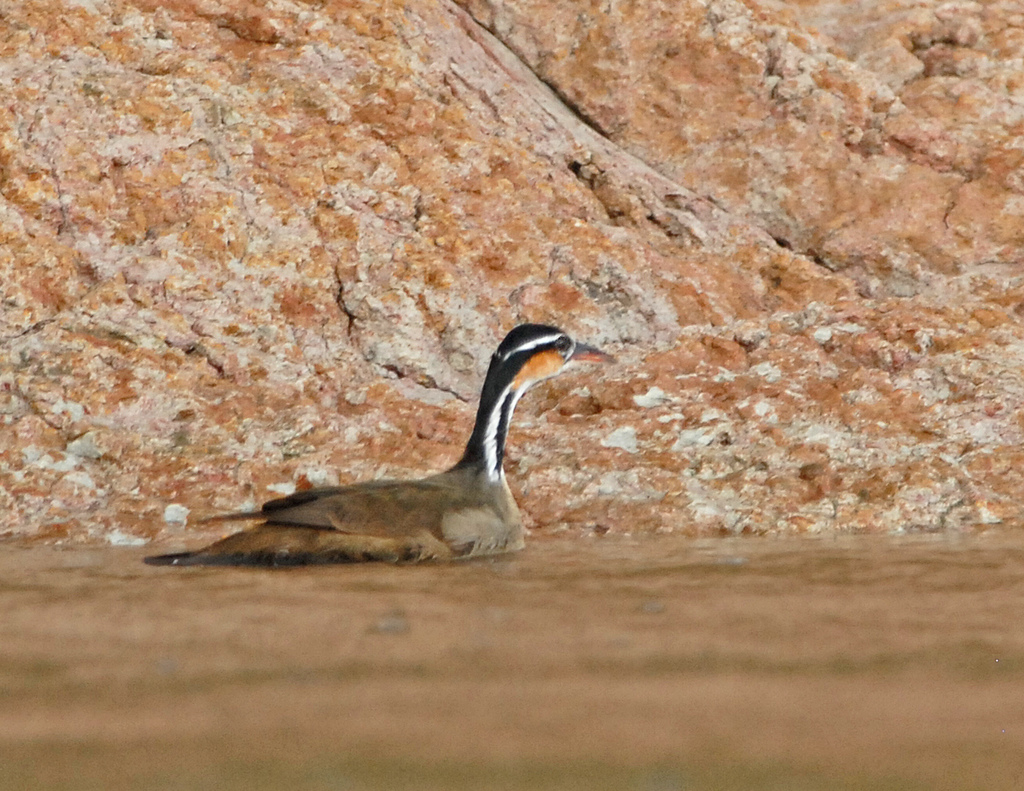
Amerikansk simrall (Heliornis fulica)

Arterna inom familjen har långa halsar, smala kroppar, breda stjärtar, vassa näbbar och liknar rallarna. Benen är kraftiga och är starkt färgade, och till skillnad från doppingarna är simrallarna kapabla till att gå både snabbt och bra på land. Simrallarna genomgår någon form av morfologisk förändring inför häckningssäsongen. Asiatisk simrall utvecklar en köttig knöl på ovansidan av näbben och fjäderdräkten hos den afrikanska och amerikanska simrallen förändras. Familjen har många olika läten, som de dock använder sparsamt.

## Ekologi

### Biotop
Simrallarna lever inom en mängd olika biotoper i tropikerna så länge vatten och skydd är tillgängligt. Det är oklart varför skyddet är så viktigt för simrallarna, men de är mycket hemlighetsfulla och förbises ofta. Deras utbredning sträcker sig från vikar vid kusten till snabba strömmar i bergen även om de oftast återfinns i stora lugna vattendrag. De förekommer också i träskområden, vassbälten, mangroveträsk och i skogsbiotoper.

### Föda
Simrallarna lever av en varierad kost men insekter utgör huvudfödan. Det finns få kvantitativa studier av deras föda men det finns observationer av att de äter mollusker, kräftdjur, spindlar, grodor, fisk men även växtmaterial som blad och frön Till skillnad från doppingarna så dyker de inte efter föda utan plockar den från vattenytan eller födosöker på stränderna.

### Häckning

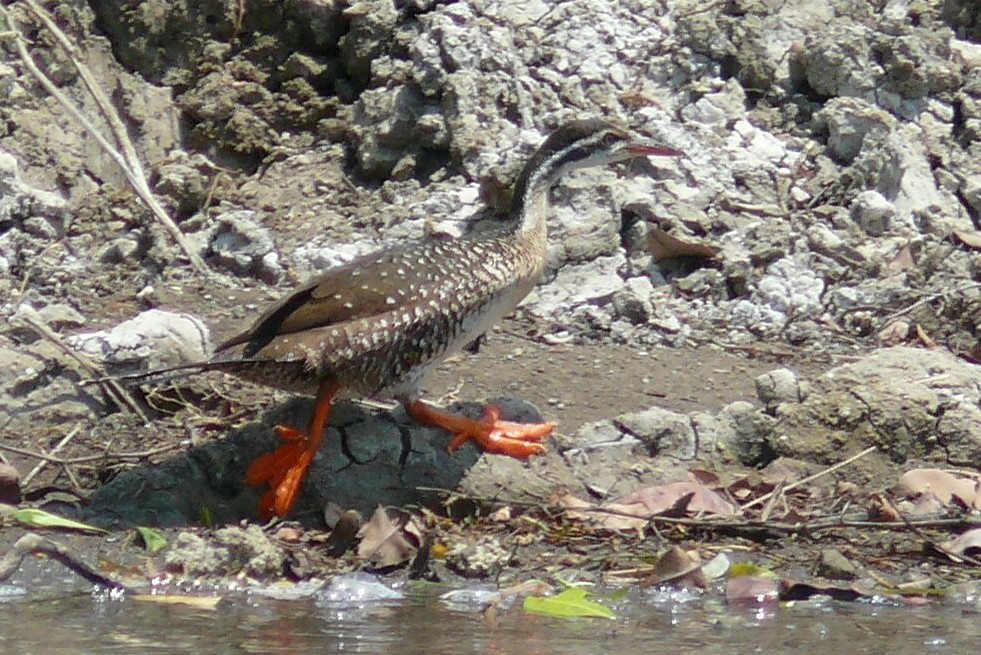
Afrikansk simrall vid Kafuefloden i Zambia.

Alla tre arter tenderar till att häcka efter regnperioden, men den exakta tidpunkten varierar beroende på det lokala klimatet. Häckningsbeteendet skiljer sig kraftigt på flera sätt inom familjen. Exempelvis ruvar båda föräldrarna av amerikansk simrall medan enbart honan ruvar hos den afrikanska. Den asiatiska simrallens häckningsbeteende är nästan helt okänt. Boet för alla simrallarna består av en skålformad slarvigt sammansatt konstruktion av pinnar och vass fastsatt i vegetationen ovanför vattenytan.

## Status och hot
Afrikansk och amerikansk simrall bedöms inte som hotade och kategoriseras som livskraftiga (LC) på IUCN:s rödlista. Den asiatiska simrallen bedöms dock som starkt hotad (EN) på grund människans exploatering vilket leder till habitatförluster.